# Simplonský tunel
Simplonský tunel (německy Simplontunnel, italsky Tunnel del Sempione) je 19,8 km dlouhý úpatní dvoutubusový železniční tunel mezi Švýcarskem a Itálií. Překonává oblast Simplonu a spojuje údolí Rhôny s údolím Val Divedro v regionu Ossola. Simplonský tunel byl řadu let nejdelším železničním tunelem na světě. Stavba tunelu probíhala ve dvou etapách v letech 1898–1905 a 1912–1921. Simplonský tunel je součástí Simplonské dráhy, otevřené v celé trase mezi Lausanne a Brigem v roce 1882.

## Projekt

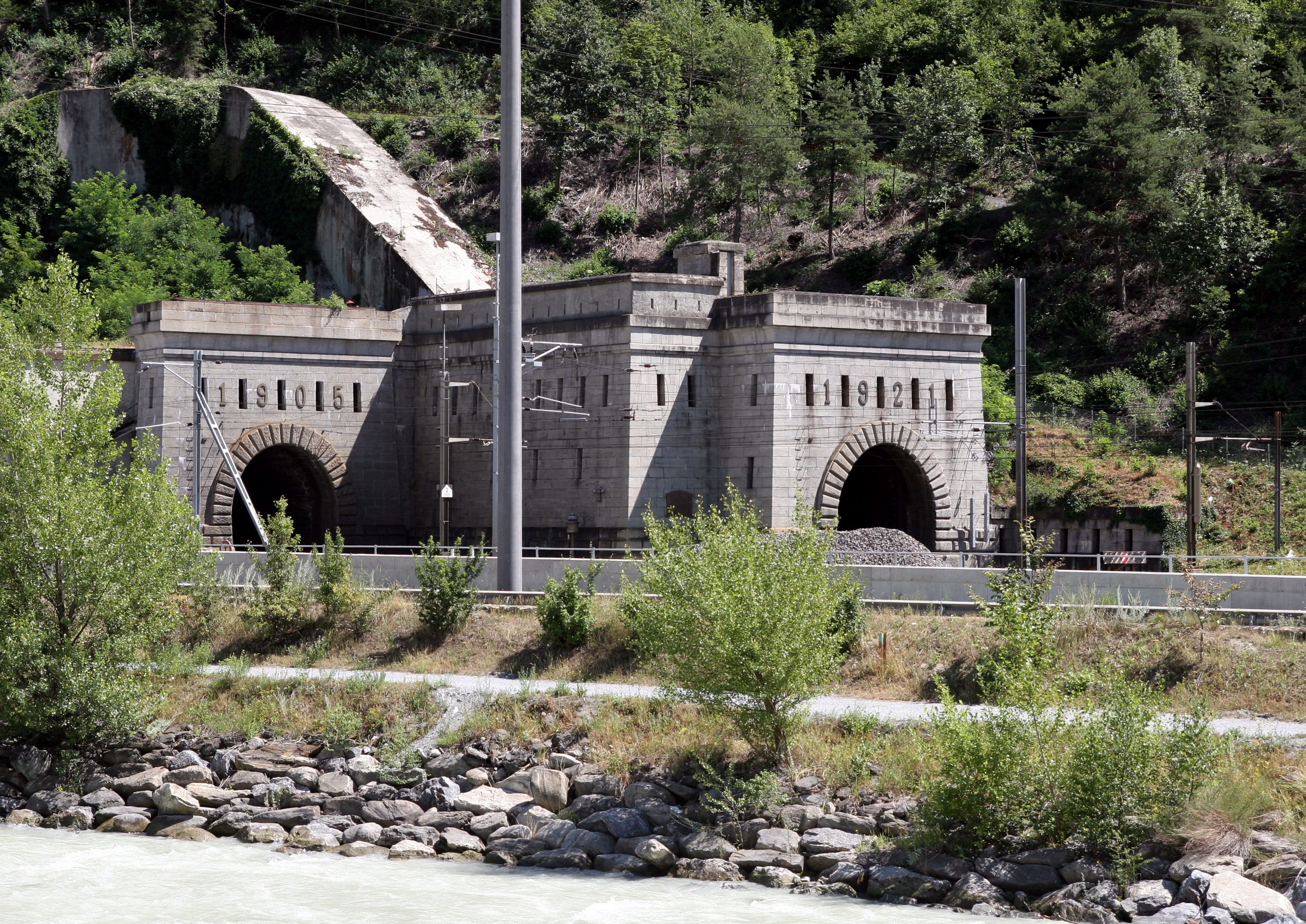
Severní portál u Brigu ve Švýcarsku

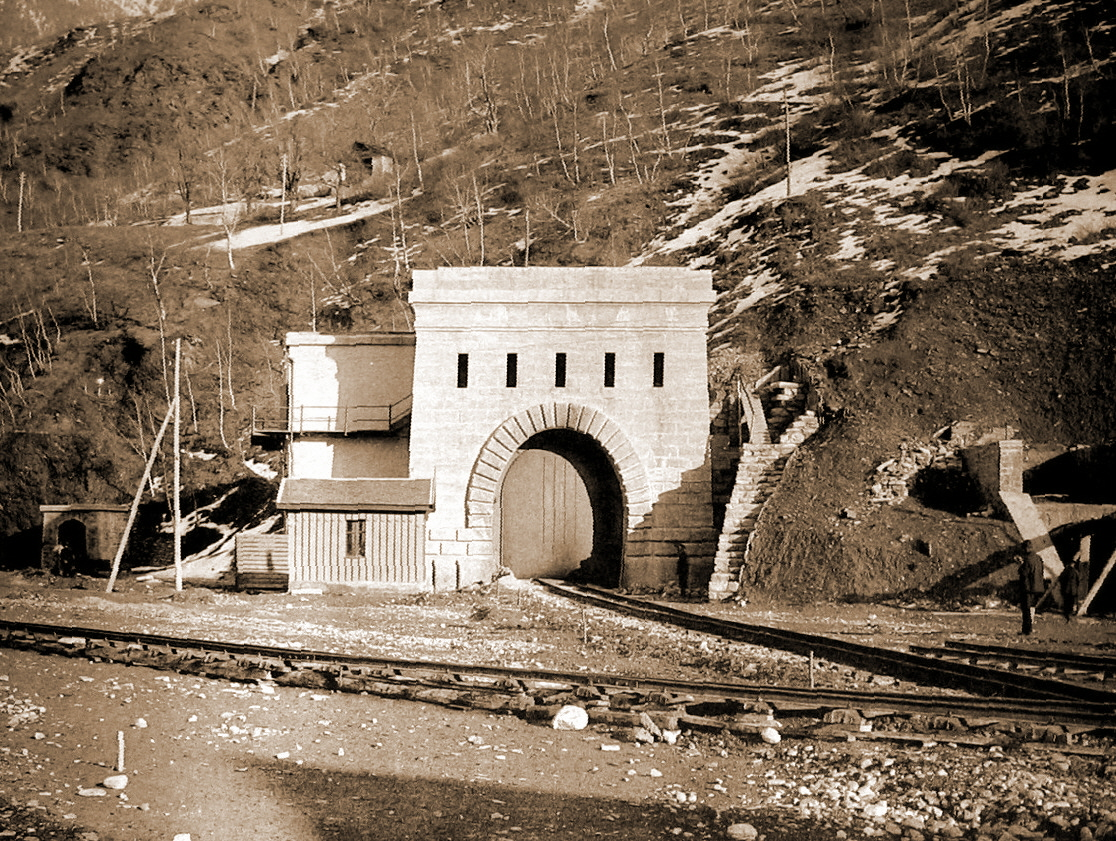
Severní portál v době výstavby

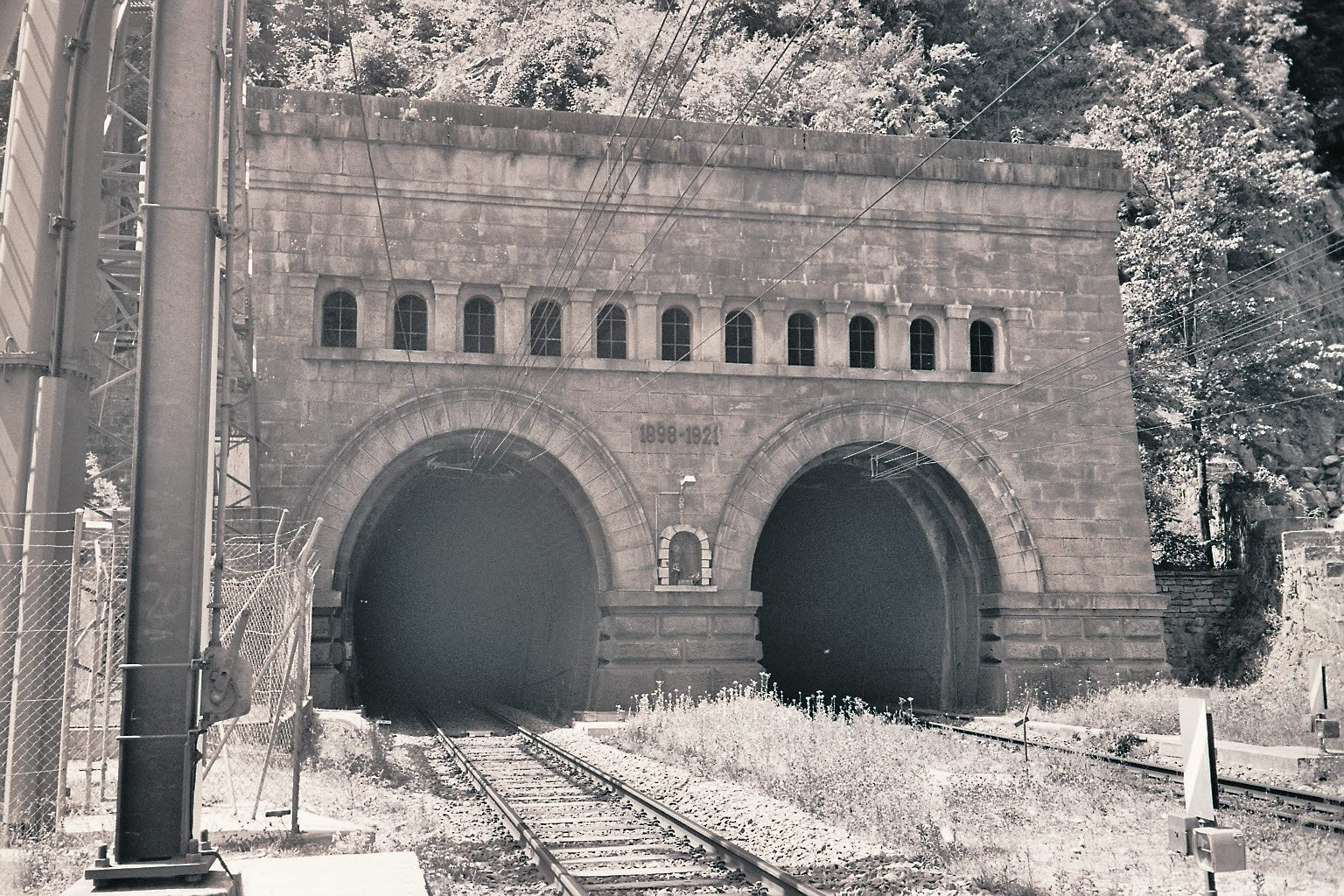
Jižní portál u Iselle v Itálii

Projektu a následné realizaci předcházelo několik let diskusí a směru ražby a zajištění financí. V přípravě projektu se uvažovalo o dvou variantách výstavby. Levnější varianta vrcholového (kratšího) tunelu ale s nutností vybudování táhlých stoupání k výše položeným portálům tunelu v horách a dražší varianta ražby úpatního tunelu. Pro Simplonský tunel podle návrhu z roku 1891 bylo potřeba na severní straně vybudovat nájezd v délce 2,5 km, na jižní, italské, straně pak delší 19,5 km dlouhou rampu s maximálním sklonem 20 ‰. Nakonec se realizovala verze tunelu úpatního, bez nájezdových ramp.
Již 20. září 1893 byla s firmou Brandt, Brandau & Cie Hamburk uzavřena smlouva o výstavbě, ale konečné platné rozhodnutí o stavbě vstoupilo v platnost až podepsáním smlouvy, 25. listopadu v roce 1895 mezi Švýcarskem a Itálií na spolupráci při ražbě tunelu z Brigu ve Švýcarsku do Domodossoly v Itálii. Smlouva umožnila zahájení příprav a posléze vlastní stavbu. 15. dubna 1898 byla dojednána finální stavební smlouva, v říjnu byly zahájeny přípravné práce a 22. listopadu bylo zahájeno strojní vrtání na severní straně, 21. prosince pak na jižní straně.
Projekt tunelu již v této době předpokládal ražbu dvou paralelních tubusů a to s ohledem na bezpečnost cestujících v případě nehody. Tento princip zabezpečení byl převzat i při ražbě tunelů v pozdější i dnešní době. Realizace však neproběhla úplně a z počátku byl v první etapě proražen (1905) a zprovozněn pouze jeden tubus. Tunel byl slavnostně otevřen 10. května 1906 za účasti italského krále Viktora Emanuela III. a prezidenta švýcarské Národní rady Ludwiga Forrera. Staviteli tunelu byl Hermann Häustler a Hugo von Kager.
Rostoucí objem dopravy si však o několik let později vynutil pokračování výstavby v roce 1912 a dokončení i druhého tubusu v roce 1922. Tyto práce druhé etapy byly přerušeny 1. světovou válkou, která prodloužila období stavby.
Z důvodu stále rostoucích požadavků na objem železniční přepravy i na požadavky převozu nákladních vozidel po železnici, prošel tunel v letech 1985–2003 rozsáhlými změnami a úpravami, mezi něž patří i zvětšení průjezdního profilu právě pro přepravu nákladních vozidel po železnici. Tyto úpravy byly realizovány jako následek úbytku automobilové dopravy v letech 1970–1980 po železnici přes Simplonský průsmyk. První železniční vůz pro přepravu silničních vozidel by představen ale již v roce 1959 pro přepravu Gotthardským tunelem.

## Ražba tunelu

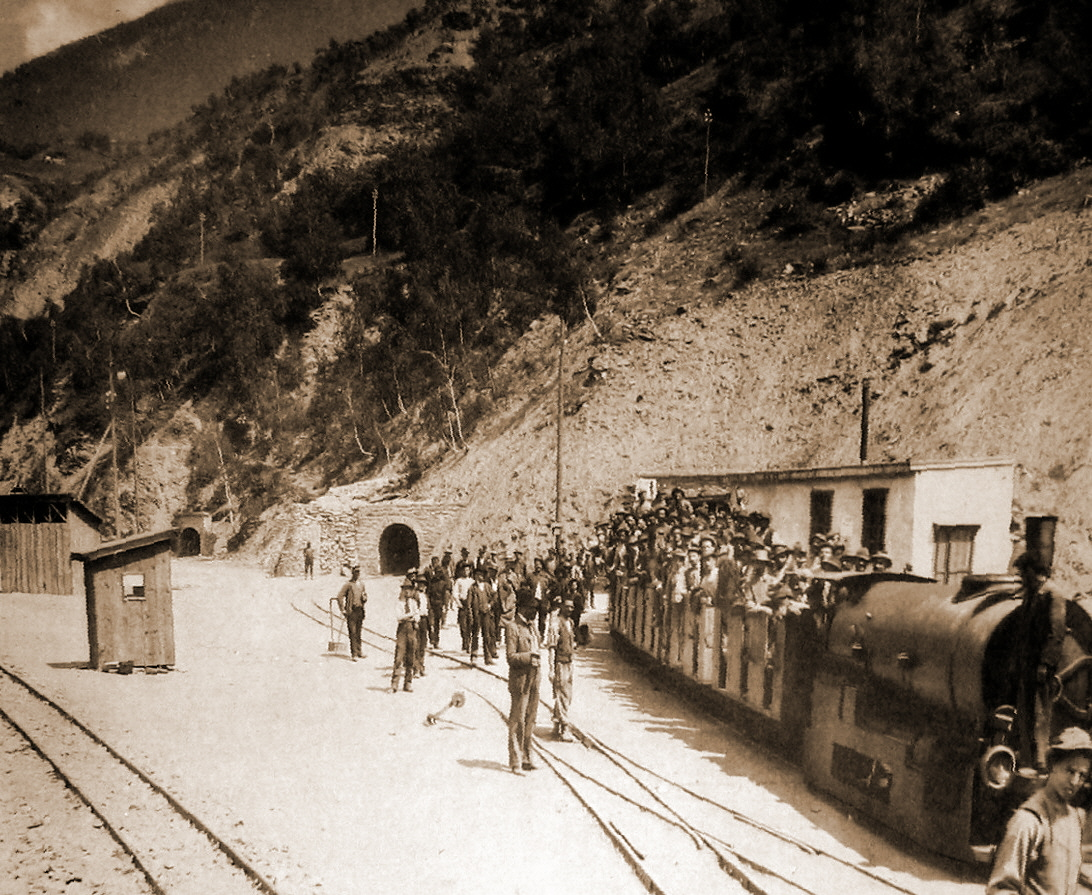
Úzkokolejná důlní dráha

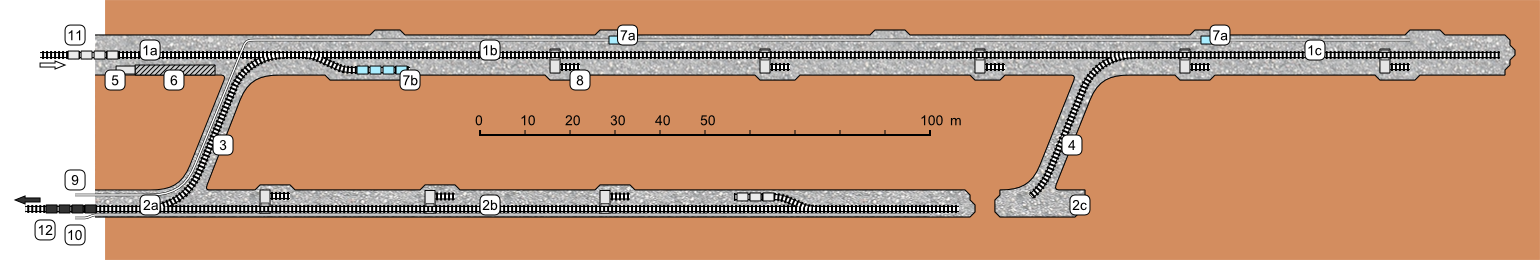
1a,b,c: tubus ražený v plném profilu – 2a,b,c: servisní štola – 3,4: spojovací galerie – 5: pomocný sklad dynamitu – 6: sklad nářadí - 7a,b: chladicí vozy s ledem – 8: přesuvna – 9,10: potrubí ventilace – 11: prázdné vozy – 12: plné vozy

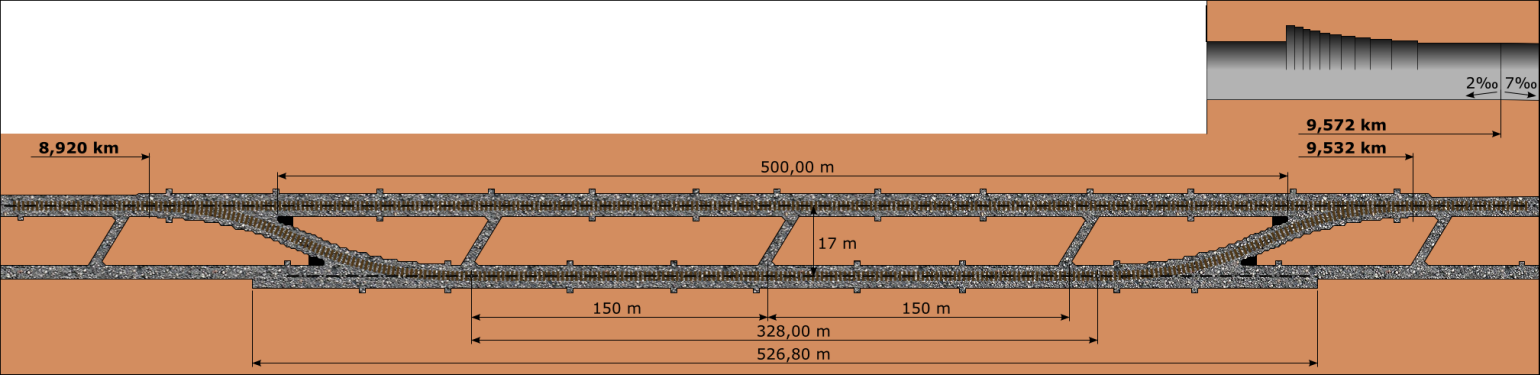
Výhybna v tunelu

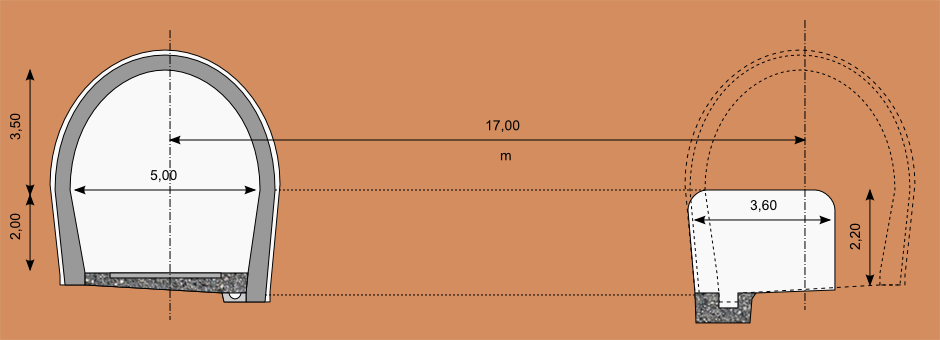
Profil dopravního tubusu a servisní štoly.

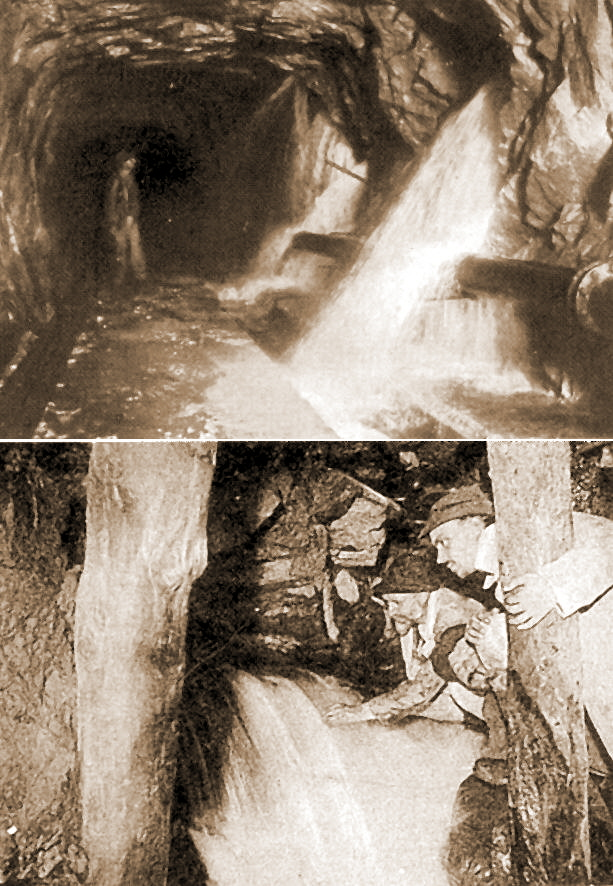
Průsaky spodní vody

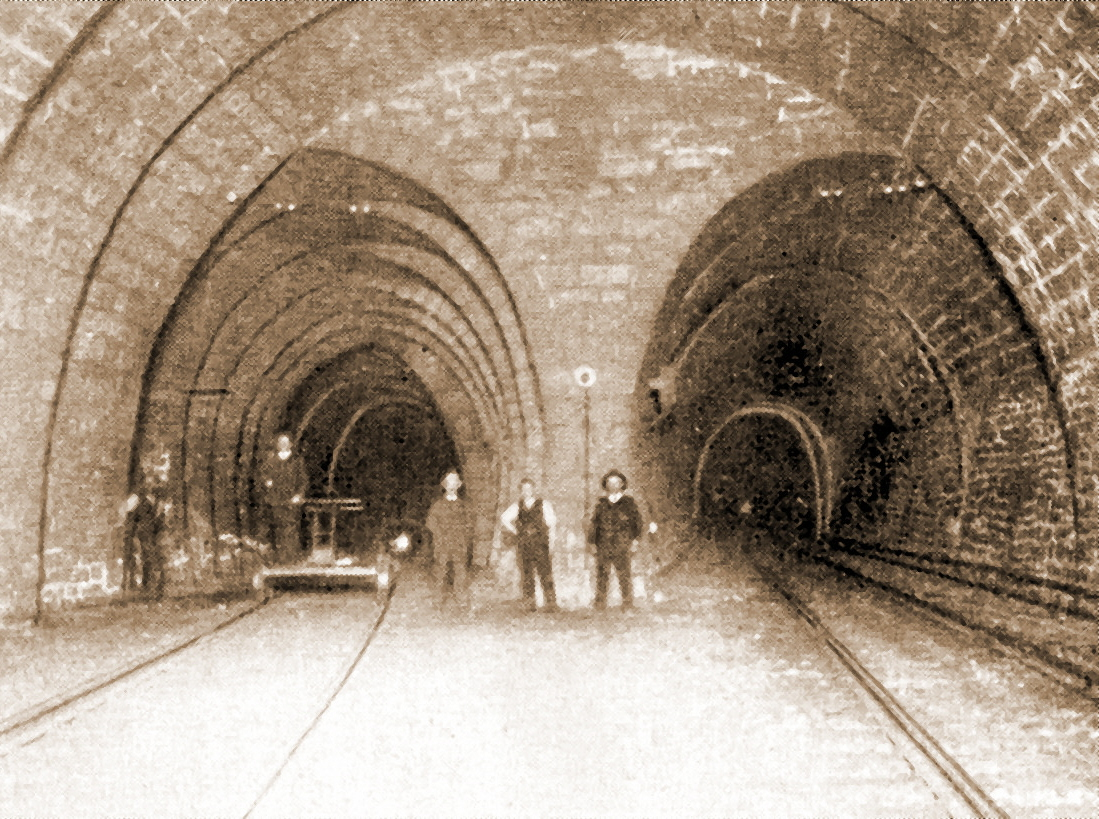
Klenba tunelu v místě větvení tubusu u výhybny

Ražba tunelu, plánované délky 19 803 m, byla sice prováděna v obou plánovaných tubusech, ale pouze východní byl ražen v plném požadovaném profilu. V druhém tubusu byla ražena pouze menší pomocná štola. Tunel má převážně přímý směr v délce 19 318,63 metru, pouze u portálů jsou krátké oblouky, které zprostředkují napojení tunelu na trať v údolí.
Vzhledem k nízké nadmořské výšce a vysokému nadloží dosahovaly teploty uvnitř tunelu až 42 °C. Právě tato nepříznivá situace vedla stavební firmu k ražbě pomocné paralelní štoly ve vzdálenosti 17 metrů od hlavního tubusu. Tato štola byla s hlavním tubusem propojena každých 200 m a využita pro cirkulaci vzduchu v celém svém profilu za použití těsnicích přepážek mezi štolou a hlavním tubusem podle postupu ražby. Způsob větrání fungoval tak, že vnitřní vzduch byl odsáván z pomocné štoly a do hlavního tubusu byl přiváděn čerstvý vzduch. Mimo to se štolou v potrubí přiváděl i tlakový vzduch a voda pro vrtací kladiva a strojní zařízení. Umístění pomocných rozvodů do pomocné štoly umožnilo i průběžné vyzdívání hlavního tubusu. Středem hlavního tubusu byla po celou stavbu vedena důlní železnice (800 mm), která ve smyčce přes pomocnou štolu umožnila lepší oběh důlních vozíků, kdy byly prázdné důlní vozíky k čelu ražby dopravovány východním tubusem a naplněné, vyrubanou horninou, byly odváženy servisní štolou. Tento způsob ražby a dopravy materiálu usnadňoval organizaci práce.

Jednokolejný tunel má vnitřní výšku max. 5,5 m, šíři 4,5 m v místě uložení pražců, a šíři 5 m ve výšce 2 m nad pražci. Světlý profil je pak 23,2 m2. Kanál pro odvádění prosakující vody byl zvětšen na 40–50 cm poté, co na severní straně ražby dosáhla vydatnost prosakující vody 800–1000 l/sekundu. Každých 50 metrů jsou ve stěně malé výklenky, střídavě na jedné a druhé straně, na délkových 1000 m pak 4 větší komory. Spojovací chodby a pomocná štola byly raženy v průřezu 5–7 m2 o maximálních rozměrech 3,2 m šířky a 2,4 m výšky.
V průběhu stavby bylo nutno pro zajištění potřebného proudění vzduchu a jeho výměnu zvýšit z 17,3 m3/h na jižní straně v roce 1902 a z 53 m3 na severní straně v roce 1905. Oběh vzduchu zajišťovaly ventilátory a kompresory Rhone & Diveria o výkonu 1500–2200 koňských sil (hp). Další techniku jako turbíny dodala firma Sulzer Brothers, dále pak kompresory a čerpadla, parní systémy, vzduchové kompresory a odstředivá čerpadla pro dodávku užitkové vody, chladicí systémy pro úpravu vody a vzduchu. Tato technika byla umístěna převážně u portálů, stejně tak jako sociální zázemí pro dělníky. Tlakové pumpy dodávaly pro vrtačky vodu o tlaku 80 až 100 atmosfér. Chladicí voda byla dodávána pomocí odstředivých čerpadel o tlaku 22 atm., v místě průrazu, vlivem hydrodynamických ztrát, byl tento tlak 10–15 atm.
Při výstavbě tunelu bylo nutno překonávat různé problémy. Jedním z těchto problémů byla i vysoká teplota, která dosahovala až 50 °C. Pro chlazení vrtaček Brant byla používána voda, která byla ještě dochlazována pomocí vozů s ledem, při nedostatku vody se používal k chlazení i vzduch. Pro odběr chladicí vody se využívaly místní zdroje, na jižní straně byl k dispozici vydatný zdroj vody s teplotou 12 °C s přirozeným tlakem 6 atm. Vážné problémy přinášel i výskyt horkých pramenů. V severní části tunelu byl takovýto výron horké vody zaznamenán 18. května 1904 ve vzdálenosti 10 382 m od severního portálu. Na jižní straně došlo k zhroucení klenby ve vzdálenosti 9385 m od portálu. Horké prameny výrazně komplikovaly ražbu a tak překonání posledních 245 m trvalo téměř 6 měsíců.
K průrazu hlavního tubusu došlo 24. února 1905 z jižní strany ve vzdálenosti 9285 m. Směrová odchylka činila 202 mm, výšková odchylka 87 mm při průrazu v délce 790 mm. Průměrný denní postup ražby při mechanickém vrtání byl 8,84 m/den.
Pro dopravu materiálu na důlní železnici byly používány lokomotivy na stlačený vzduch, který byl vyráběn ve dvoustupňových kompresorech a stlačován až na 100 atm. Vytěžený materiál byl na povrchu dále dopravován klasickými parními lokomotivami.
Náklady na výstavbu tunelu byly 54,5 mil. CHF, na ražbu paralelní štoly 15 mil. CHF. Během stavby však došlo k navýšení ceny o 2,5 mil., s dalšími pracemi pak 3,9 mil. CHF a dokončení druhého tubusu 4,5 mil. CHF. K tomu náklady na provoz železnice ve výši 5,54 mil. CHF. Vzhledem k vytíženosti tunelu bylo nutno dokončit i druhý tubus. O dostavbě bylo rozhodnuto 12. července 1912, náklady na toto dokončení byly 34,6 mil. CHF, z toho pouze tunelové práce 27,5 mil. CHF. Druhý tubus je o 22 m delší, tj. 19 825 metrů dlouhý. Dokončení druhého tubusu bylo zahájeno koncem roku 1912 a hrubá ražba trvala až do roku 1919 z důvodu 1. světové války.

## Elektrifikace
V únoru 1905 po období výstavby a před plánovaným uvedením do provozu 1. května 1906 byla na poslední chvíli provedena elektrifikace firmou Brown, Boveri & Cie. Společnost provedla práce na vlastní náklady. Napojení elektrifikace bylo provedeno na další úsek realizovaný firmou Aarau Kummler & Co.

## Geologický profil
Severní portál se nachází ve výšce 685,77 m n. m., jižní ve výšce 633,48 m n. m. Nejvyšší bod tunelu je ve výšce 704,98 m n. m. Severní část tunelu má sklon 2 ‰, a jižní 7‰, přičemž přibližně polovina tunelu je na švýcarské a polovina na italské straně. Tunel prochází geologickými vrstvami složenými z ruly, jurassicu a triasu.
Ražba tunelu byla vedena různými geologickými vrstvami s různou tvrdostí a s různým sklonem vrstev. V některých úsecích probíhala ražba pomalu, někdy i pouze ručně. Jednalo se o úseky 8 189 - 8 199 m a 8 934 - 9 000 m severního úseku. Pro ražbu v takovýchto úsecích musely být používány vzpěry GeVi. Na jižní straně, kromě pramenů studené a teplé vody, komplikovala situaci horizontální skladba skály (vodorovné desky) a mimořádný tlak nadloží. Nejtěžší úsek jižní části byl 42 m dlouhý ve vzdálenosti 4 450 - 4 492 metrů od jižního portálu v měkkých částech glimmerku.

## Data
- Sklon severní části: 2 ‰
- Sklon jižní části: 7 ‰